# Aulacigaster afghanorum
Aulacigaster afghanorum är en tvåvingeart som beskrevs av Papp 1997. Aulacigaster afghanorum ingår i släktet Aulacigaster och familjen Aulacigastridae.
Artens utbredningsområde är Afghanistan. Inga underarter finns listade i Catalogue of Life.